# Historia Bydgoszczy (1815–1920)

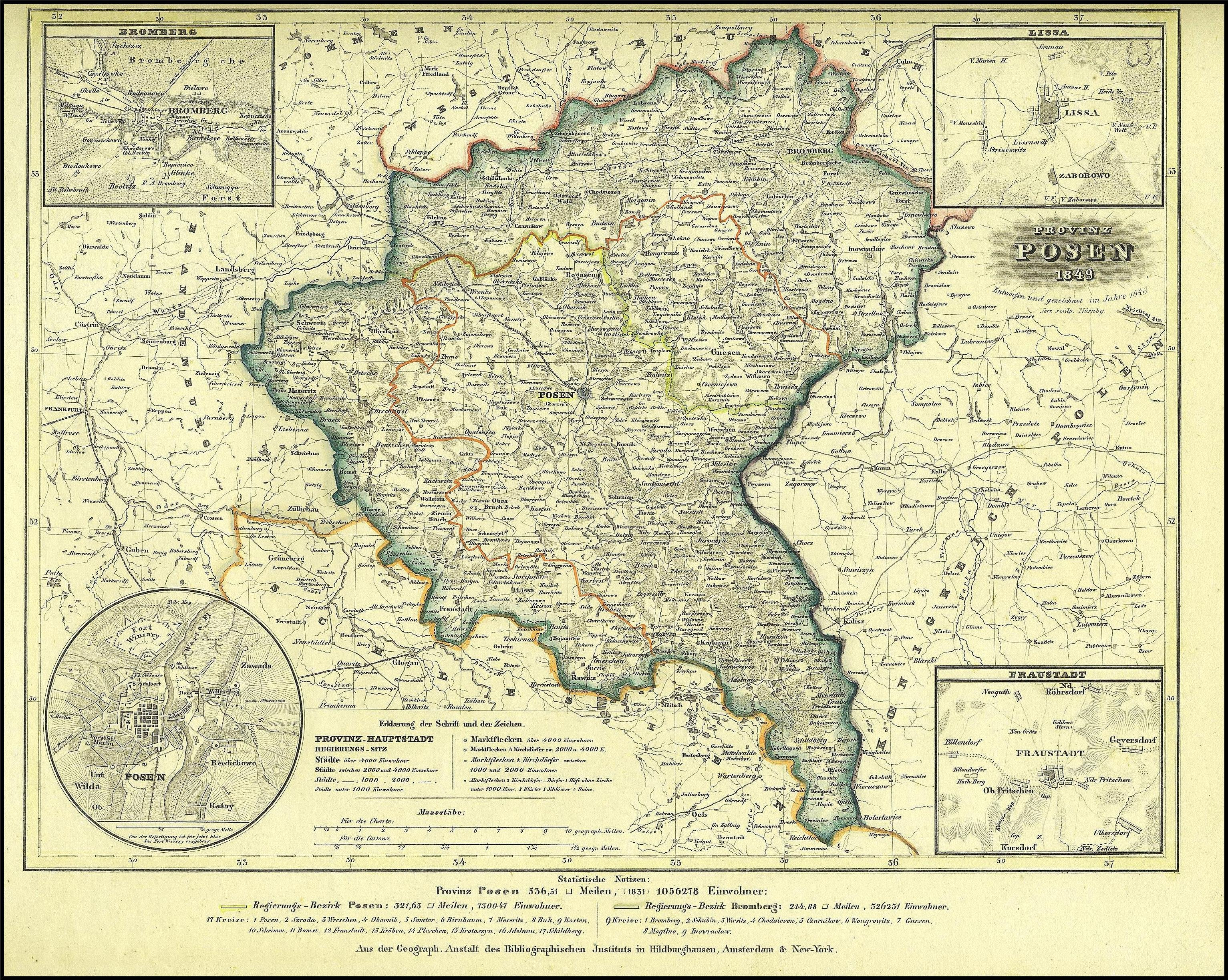
Regencja Bydgoska i Poznańska na mapie Prowincji Poznańskiej z 1844 r.

## Kalendarium
Wiek XIX przyniósł szybki rozwój miasta, bez precedensu w dziejach miasta.

## Rejencja bydgoska
Po Kongresie Wiedeńskim Bydgoszcz weszła w skład pruskiego Wielkiego Księstwa Poznańskiego (od 1848 r. Prowincji Poznańskiej), które nominalnie miało zachować polską autonomię.
Według nowych zarządzeń dawne departamenty przekształcono w obwody regencyjne (Regierungsbezirk).
Jednakże z dawnego departamentu bydgoskiego wyłączono powiaty Ziemi Chełmińskiej, które wcielono do prowincji Prusy Zachodnie oraz powiaty wschodniokujawskie, które znalazły się w Królestwie Kongresowym.
Do pozostałej części obszaru, który pokrywał się z grubsza z dawnym Obwodem Nadnoteckim dołączono kilka powiatów z Wielkopolski (m.in. gnieźnieński, wągrowiecki)
Podobnie, jak w czasach Księstwa Warszawskiego, obecność urzędu terytorialnego była czynnikiem miastotwórczym, przyczyną kolonizacji urzędniczej oraz zlokalizowania w Bydgoszczy kolejnych jednostek: m.in. głównego urzędu celnego i podatkowego, królewskiego urzędu prowiantowego, naddyrekcji poczty oraz sądu ziemskiego.

## Rozbiórki staropolskich obiektów
Wraz z upływem czasu miasto zaczęło tracić dawne oblicze.
Stare zabytkowe budowle z czasów polskich, władze pruskie przeznaczały na rozbiórkę i sprzedawały osobom prywatnym jako materiał budowlany.
Władze pruskie skasowały wszystkie klasztory:
- jezuici 1780 r. – kościół przekazano parafii farnej, w klasztorze utworzono szkołę (realną, departamentową, od 1817 r. gimnazjum)
- karmelici 1816 r. – w kościele utworzono teatr (przebudowa 1836 r.), w klasztorze szkołę miejską.
- bernardyni 1829 r. – kościół i klasztor przekazano gminie ewangelickiej; w l. 1840-60 kościół był magazynem mebli, a od 1864 r. świątynią garnizonową; klasztor był użytkowany jako ewangelickie seminarium nauczycielskie
- klaryski 1835 r. – W kościele utworzono magazyn, potem zakład oczyszczania miasta (1868 r.), remizę strażacką (od 1872 r.), w klasztorze szpital, a ogrody przekształcono na park regencyjny

W kolejnych latach rozbierano m.in.:
- mury miejskie – część środkową wyburzono na pocz. XIX w., resztę pod koniec XIX w. wykorzystano do zabudowy mieszkalnej przy ul. Pod Blankami
- Bramę Kujawską (1523 r.) – 1817 r.
- Bramę Gdańską (1584 r.) – 1817 r.
- kościół szpitalny pw. św. Stanisława (1529 r.) – 1818 r.
- kościół karmelitów pw. Najświętszej Marii Panny (1399 r.) – 1822 r.
- Bramę Poznańską (1600 r.) – 1828 r.
- kościół św. Trójcy (1576 r.) – 1829 r.
- obiekty mennicy (czynnej w l. 1594-1688) – 1831 r.
- stary ratusz stojący pośrodku Rynku – 1834 r.
- kościół pw. św. Idziego – 1879 r.
- zespół klasztorny karmelitów (1399)- 1890 r.
- ruiny zamku Kazimierza Wielkiego (1347 r.) – 1895 r.

## Kolej czynnikiem miastotwórczym
Bydgoszcz w pruskich planach kolejowych pojawiła się w 1842 r., gdy rozważano połączenie Berlina z Królewcem. Decyzja o budowie węzła bydgoskiego zapadła ostatecznie w 1848 r. po ostrej debacie ze zwolennikami budowy wschodniopruskiej linii kolejowej przez Chojnice i Gdańsk.
Budowa kolei wschodniopruskiej Bydgoszcz – Krzyż w 1851 r. przypominała nieco budowę kanału bydgoskiego. Uczestniczyło w niej jednorazowo ok. 12 tys. robotników sprowadzonych z Berlina. Otwarcie linii 26 lipca 1851 r. odbyło się w obecności króla pruskiego Wilhelma IV.
Od 1849 r. znalazła się w Bydgoszczy pierwsza państwowa dyrekcja kolejowa w królestwie Prus, w Europie i na świecie: Królewska Dyrekcja Kolei Wschodniej, która przejęła nadzór nad wszystkimi zagadnieniami dotyczącymi rozbudowy i eksploatacji kolei we wschodnich prowincjach Prus: od Berlina po Kłajpedę.
Wpływ kolei jako czynnika miastotwórczego dla Bydgoszczy był bardzo duży. Lokalizacja dworca na terenie folwarku podmiejskiego Bocianowo zapoczątkował rozwój urbanistyczny Nowej Bydgoszczy – obecnego Śródmieścia.
W 1851 r. powstały Warsztaty Naprawy Kolei na Bocianowie – do dziś jedno z największych przedsiębiorstw w mieście (PESA) oraz kolejowa dzielnica mieszkaniowa, która stanowi obecne zachodnie Śródmieście (na zachód od ul. Pomorskiej).
Linie kolejowe z Bydgoszczy rozwijały się następująco:
- Pruska Kolej Wschodnia (połączenie z Berlinem) – 1851 r.
- Pruska Kolej Wschodnia (połączenie z Gdańskiem i Królewcem) – 1852 r.
- Kolej Warszawsko-Bydgoska (połączenie z Toruniem i Warszawą) – 1861 r.
- linia do Inowrocławia – 1872 r.
- linia do Fordonu – 1885 r., i dalej do Chełmży przez najdłuższy w Niemczech most na Wiśle (1893 r.)
- linia do Wągrowca – 1895 r.
- linie wąskotorowe do Koronowa, Ślesina, Włók – 1895–1897 r.

W latach 1851–1872 Bydgoszcz była jednym z ważniejszych węzłów kolejowych na wschód od Berlina i nie miała w okolicy konkurencji (poza Poznaniem i Gdańskiem). W związku z tym miasto stało się dużym centrum tranzytu towarów, a rola ta wzmacniana była dodatkowo przez dogodne położenie w sieci dróg wodnych.

## Rozwój Bydgoskiego Węzła Wodnego[1]
Do połowy XIX wieku transport wodny kanałem bydgoskim i Wisłą, miał zasadnicze znaczenie, gdyż nie istniały jeszcze linie kolejowe.
Po 1850 r., sytuacja się zmieniła, ale równocześnie ruch na Kanale Bydgoskim nabrał nowego charakteru dzięki zastosowaniu napędu parowego do poruszania barek. W 1855 r. uruchomiono pierwszy statek parowy kursujący między Bydgoszczą a Toruniem. ()

## Industrializacja
Początkowo odcięcie ziem zaboru pruskiego od Królestwa Polskiego spowodowało trudności gospodarcze. Zamknięto m.in. rafinerię cukru. Lepiej wiodło się młynom bydgoskim, które rozbudowano i zainstalowano pierwsze maszyny parowe (w 1846 r.). Istniały niewielkie browary, gorzelnie, cegielnie, tartaki, pierwsze zakłady maszyn rolniczych. W handlu bydgoskim szczególną rolę odgrywał obrót zbożem z wykorzystaniem kanału bydgoskiego.
Powstawały liczne fabryki i zakłady, m.in.: budowy maszyn i urządzeń (obecnie Zakładów Budowy Maszyn „Zremb-Makrum”) i produkcji sygnałów kolejowych (Obecnie Bydgoskie Zakłady Elektromechaniczne „Belma”). Utworzenie Zakładu Oczyszczania Ulic i Latryn, uruchomienie przez Ottona Pfefferkorna produkcji mebli wyściełanych. Najpierw na ulicach pojawił się tramwaj konny, a po wybudowaniu elektrowni – elektryczny.

## Rozwój demograficzny
Mimo awansu administracyjnego, początkowo Bydgoszcz rozwijała się powoli. W 1817 r. liczyła blisko 7 tys. osób wobec 9 tys. w Toruniu, 18 tys. w Elblągu i 53 tys. w Gdańsku. W 1837 r. w Bydgoszczy mieszkało 9,5 tys. osób.
Wyraźne przyspieszenie wzrostu ludnościowego nastąpiło w trzyleciu 1837–1840 (o 15%) i w latach 1843–1846 (o 11%). Przyczyną wzrostu była obok przyrostu naturalnego wyraźna imigracja do miasta. Wiązało się to z początkami industrializacji.
Jednak dość istotnym czynnikiem hamującym napływ ludności do miasta było pobieranie opłat za osiedlanie się w mieście (do 1867 r.). Ludność najemna (głównie polska) napływała więc na przedmieścia otaczające miasto m.in. Bocianowo, Okole, Wilczak, Szwederowo, Rupienica, Czyżkówko.
Druga połowa XIX wieku i początki XX w. charakteryzują się dynamicznym wzrostem liczebnym ludności Bydgoszczy, jak i całej kształtującej się aglomeracji miejskiej. W niektórych okresach imigracja do miasta znacznie przekraczała przyrost naturalny.
Bydgoszcz liczyła:
- w 1852 r. – 14.4 tys. osób,
- w 1871 r. – 22.7 tys.,
- w 1900 r. – 52.2 tys.,
- w 1910 r. – 57.7 tys.

Osady wokół miasta, które nie wchodziły w jego granice administracyjne rozwijały się jeszcze szybciej. W latach 1851–1871 ludność Bydgoszczy wzrosła o 80%, a Szwederowa, Wilczaka i Okola o 125%.
I tak Bydgoszcz jako aglomeracja razem z osiedlami podmiejskimi (Szwederowo, Okole, Wilczak, Czyżkówko, Bielawy, Rupienica, Bartodzieje Małe, Skrzetusko, Jachcice, Bielice, Bartodzieje Wielkie i Kapuściska Małe) liczyła:
- w 1852 r. – 22.5 tys. osób,
- w 1871 r. – 41.2 tys.,
- w 1900 r. – 79.0 tys.,
- w 1910 r. – 93.0 tys.

W 1910 r. wobec 93 tys. aglomeracji Bydgoszczy inne ówczesne aglomeracje liczyły:
- Poznań – 157 tys.,
- Gdańsk – 209 tys.,
- Toruń (po włączeniu Mokrego) – 46 tys.

Na początku XX w. ok. 75% mieszkańców było ewangelikami, a 25% katolikami, co przybliżeniu można wiązać z narodowością mieszkańców (dotyczy to miasta w granicach administracyjnych bez przemieść, które posiadały polski charakter narodowościowy).
Jednak już w kilka lat po odzyskaniu niepodległości, po włączeniu przedmieść proporcje te uległy zasadniczej zmianie. W 1937 r. katolicy stanowili już 92% mieszkańców.

## Rozwój urbanistyczny[3]
Do połowy XIX wieku Bydgoszcz nie rozszerzała swych granic. W 1816 r. miasto zakupiło teren na wschód od traktu gdańskiego, a w latach 20. XIX w. wytyczono równolegle do zarzuconego w latach 1835–1850 dawnego traktu (ul. Pomorskiej) ulicę Gdańską.
W 1838 r. wytyczono Nowy Rynek na południe od murów miejskich, zaś na północ od Brdy powstał gmach administracyjny regencji. Odtąd rozpoczął się systematyczny proces zabudowy obszaru Grodztwa, aby pod koniec XIX w. zakończyć się jego przekształceniem na nowe miejskie centrum administracyjno-oświatowe.
Zasadniczy przełom w rozwoju urbanistycznym Bydgoszczy nastąpił w 1851 r., kiedy na Bocianowie zlokalizowano główny dworzec kolejowy dla Bydgoszczy. Teren między dworcem a starym miastem włączono w obszar administracyjny Bydgoszczy i rozpoczęto jego zabudowę.
W 1853 r. zostały rozplanowane dwie nowe dzielnice mieszkaniowe nazwane na cześć ówczesnego króla pruskiego Fryderyka Wilhelma (IV i jego małżonki):
- Friedrich Wilhelm Stadt – dzielnica przylegająca do dworca
- Elizabeth Stadt – dzielnica sięgająca zaplecza ul. Gdańskiej

Dwie dzielnice miały wspólny plac targowy (Plac Piastowski) oraz plac sakralny  (Plac Zbawiciela).
Około 1870 r. obszar podzielono na parcele, a zabudowa – głównie kamienicami czynszowymi trwała od 1870 do 1900 r.
Do końca okresu pruskiego do miasta przyłączano kolejne przedmieścia, w sumie obszar ok. 670 ha. Nie stanowiło to wiele. Bydgoszcz charakteryzowała się dobrym zagospodarowaniem swojego obszaru administracyjnego, natomiast otaczał je wianuszek silnie zaludnionych (głównie napływową ludnością polską) i chaotycznie zabudowanych przedmieść, które doczekały się włączenia do miasta dopiero w 1920 r.
Spośród przedmieść, regularnej zabudowy czynszowej doczekały się Wilczak i Okole, które otrzymały połączenie z dworcem kolejowym przez ceglany most nad Brdą już w 1851 r. Natomiast na Bielawach w latach 1903–1906 zbudowano regularne osiedle 65 willi z ogrodami dla urzędników pruskich.
Od lat 70. XIX wieku rozpoczęła się na dobre budowa kompleksów koszar dla jednostek garnizonu stacjonującego w Bydgoszczy. Z czasem w północnej części Śródmieścia powstała „dzielnica koszarowa”, której symbolem obecnie jest zabudowa „Londynka” (1876-78). Inny obszar zabudowany koszarami zlokalizowano na obecnym Błoniu. Kolejny etap budowy koszar trwał w latach 1910–1914, kiedy powstał m.in. potężny gmach Szkoły Wojennej (ob. sztab POW).
Około 1900 r., kiedy z grubsza zabudowano kamienicami zachodnie Śródmieście, władze miasta rozpoczęły urbanizację terenów położonych na wschód od ul. Gdańskiej. Tym razem usiłowano nawiązać do najnowocześniejszych trendów w urbanistyce projektując wschodnią część miasta w duchu miasta-ogrodu.
W latach 1900–1914 zabudowano pierwszy kwartał (tzw. Hempelscher Felde, między ul. Gdańską, Krasińskiego, Chodkiewicza i Al. Ossolińskich). Powstały generalnie w stylu berlińskiej secesji i modernizmu zwarte ciągi zabudowy czynszowej uzupełnione willami mieszkalnymi oraz gmachami dla oświaty i administracji.
Ulice: Powstańców Wielkopolskich, Al. Mickiewicza i Al. Ossolińskich zostały zaplanowane jako szerokie, dwupasmowe arterie z pasami zieleni pośrodku, obsadzone szpalerami drzew. Na zamknięciu osi kompozycyjnej Al. Mickiewicza, którą w międzyczasie zabudowano wielkomiejskimi kamienicami zaplanowano kompleks budynków pierwszej wyższej uczelni w Bydgoszczy – Kaiser Wilhelm Institut ar Landwirtschaft (1906).
Następnym osiedlem w stylu miasta-ogrodu, którego plan opracował osobiście międzynarodowej klasy urbanista Hermann Stubben (1912 r.) była Sielanka. Chociaż do 1920 r. zbudowano zaledwie pięć budynków, to w okresie międzywojennym konsekwentnie realizowano założenia Stübbena i osiedle to doczekało się realizacji.
Do 1915 r. Hermann Stubben zdążył jeszcze zaprojektować dla Bydgoszczy koncepcję urbanistyczną dla nowej dzielnicy Szreterów, która tylko w części został zrealizowana po 1920 r.
Niezależnie od zabudowy nowych terenów, w latach 1895–1914 nastąpiła znaczna intensyfikacja i wymiana zabudowy w Śródmieściu, które nabierało wyglądu wielkomiejskiego.
Proces ten przebiegał zwłaszcza wzdłuż ul. Gdańskiej, która stała się w tym czasie główną, reprezentacyjną ulicą miasta, spajającą zarazem dawne tereny mieszkaniowe z nowymi. Powstały przy niej zarówno wielkomiejskie kamienice czynszowe, jak i wille bydgoskich urzędników i przemysłowców, głównie eklektyczne i historyczne.
W procesie wymiany starej zabudowy z połowy XIX wieku na wysoką wielkomiejską, powstało szereg kamienic nie tylko przy Gdańskiej, ale również przy Focha, Mostowej, Dworcowej, Śniadeckich i innych ulicach.
W latach 1895–1904 zabudowano w sposób „wzorcowy” ul. Cieszkowskiego, która stała się w ten sposób wizytówką bydgoskich i berlińskich architektów.
W tym czasie powstawały nowe świątynie, pomniki, rzeźby, fontanny, szpitale, przytułki i szereg szkół ludowych (14), specjalnych, średnich i wyższych (Instytut Rolniczy i Szkoła Rzemiosł i Przemysłu Artystycznego), domy towarowe, kina i szereg innych gmachów.
Oprócz Śródmieścia, gruntowna przebudowa dotyczyła również starego miasta lokacyjnego, południowej i południowo-zachodniej części miasta. Wzdłuż skarpy szwederowskiej powstały nowe obiekty administracyjne (m.in. gmach sądu), szpitale, szkoły (m.in. gmach katolickiego seminarium nauczycielskiego), gmachy komunalne (wieża ciśnień).

## Rozwój oświaty i kultury
W 1817 r. otwarta została pierwsza szkoła powszechna.
Po okresie Księstwa Warszawskiego pozostała w mieście czteroletnia szkoła wydziałowa w kolegium jezuickim. W 1816 r. podniesiono ją do rangi gimnazjum. W mieście istniało również ewangelickie seminarium nauczycielskie, wyższa szkoła dla dziewcząt oraz szkoły prywatne i elementarne.

## „Mały Berlin”
Druga połowa XIX i początek XX wieku były czasem intensywnego rozkwitu Bydgoszczy, kiedy zarówno przyrost demograficzny, rozwój przestrzenny i urbanistyczny, jak i przemiany w obrazie architektonicznym nie miały sobie równych w dotychczasowych dziejach miasta.
W przeddzień I wojny światowej Bydgoszcz była dobrze utrzymanym, czystym i słynącym z zieleni miastem. W wielu zakątkach utworzono parki i skwery skwapliwie utrzymywane przez służby miejskie.
Nowe centrum Bydgoszczy z reprezentacyjnymi budynkami publicznymi przywodziło na myśl europejskie miasto – Berlin (stąd przydomek Klein Berlin) do którego Bydgoszcz chętnie porównywano z uwagi na charakter zabudowy, zwłaszcza architektury oficjalnej.
Spora cześć mieszkańców mogła korzystać z najnowszych technicznych udogodnień, takich jak: bieżąca woda, kanalizacja, energia elektryczna, telefon, tramwaj. Do ich dyspozycji były municypalne placówki oświatowe, mające siedziby w specjalnie na te potrzeby zaprojektowanych nowoczesnych budynkach, miejskie szpitale, miejski teatr i małe teatry prywatne, a także kina. Bogata była sieć szkół różnych stopni, w tym nawet uczelni wyższych.
Na początku XX w. charakterystyczna była jednak nierównomierność rozwoju Śródmieścia i przedmieść. Wobec niechęci bydgoskiego ratusza do ich inkorporacji, rozwijały się one niezależnie, nie dotrzymując kroku centrum miasta w unowocześnianiu się i urbanizowaniu.